# Umsjön (Degerfors socken, Västerbotten, 714589-170446)
Umsjön är en sjö i Vindelns kommun i Västerbotten och ingår i Sävaråns huvudavrinningsområde. Sjön har en area på 0,749 kvadratkilometer och ligger 240 meter över havet. Sjön avvattnas av vattendraget Umsjöbäcken.

## Delavrinningsområde
Umsjön ingår i det delavrinningsområde (714675-170267) som SMHI kallar för Utloppet av Umsjön. Medelhöjden är 267 meter över havet och ytan är 5,79 kvadratkilometer. Det finns ett avrinningsområde uppströms, och räknas det in blir den ackumulerade arean 25,63 kvadratkilometer. Umsjöbäcken som avvattnar avrinningsområdet har biflödesordning 2, vilket innebär att vattnet flödar genom totalt 2 vattendrag innan det når havet efter 82 kilometer. Avrinningsområdet består mestadels av skog (83 procent). Avrinningsområdet har 0,75 kvadratkilometer vattenytor vilket ger det en sjöprocent på 13 procent.